# コンスタンティン・カンタクジノ
コンスタンティン・カンタクジノ（Constantin Cantacuzino、1905年11月11日 - 1958年5月26日）は、ルーマニアの貴族、パイロットで、第二次世界大戦におけるルーマニア空軍のトップ・エース。

## 経歴
1905年11月11日、ブカレストの裕福な貴族カンタクジノ家に生まれる。少年の頃から様々なスポーツに才能を示し、国内外でいくつものトロフィーを獲得した。27歳のとき、親戚のイオアナ・カンタクジノが経営していた私立の飛行学校に入り、講習2週間で「観光旅行パイロット一種」（基本レベル）の免許を取った。1933年8月には同二種の免許を取得し、2年後には多発輸送機パイロットのライセンスを得て、LARES（ルーマニアの国営航空会社）に入社した。
カンタクジノは自家用機にフリート F-10D複葉機を購入したのをはじめ、コードロン、フリート、ICAR、ビュッカー等を購入して長距離飛行や空中曲技の経験を得た。1939年には曲技でルーマニア・チャンピオンに選ばれる程の腕前となった。
ソビエト連邦との戦争が始まる前、予備役中尉として召集され、第53戦闘飛行隊に配属された。開戦後の1941年7月5日に入隊し、ホーカー ハリケーンに乗って出撃した。7月11日には早くもDB-3撃墜という初戦果を挙げ、その後も爆撃機4機の撃墜が公認された。10月のオデッサ攻略で戦いが一段落すると、カンタクジノはLARESに復帰、主席パイロットに昇進した。旅客業務を行うあいだにBf109Eへの転換コースに参加したほか、MiG-3の試乗を行った。
カンタクジノの繰り返しの要望により、1943年5月に実戦部隊へ復帰するとBf109Gに機種転換し、第7戦闘航空群に配属された。6月29日にスピットファイア2機を撃墜したのをはじめに戦果を増やしていった。6月から7月にかけて行われた、ソ連軍襲撃機に対する28度にのぼる夜間迎撃では、夜戦訓練を全く受けていないにもかかわらず、数本のドラム缶の灯火で照らした飛行場から通常のBf109Gで出撃した。8月末、東部戦線での服務を終え本国に戻った時点で、カンタクジノは27機の敵機を撃墜していた。1941年のスコアを加えると36勝利（公認25、不確実11）で、ルーマニアのトップ・エースとなっていた。8月30日、ミハイ勇敢公勲章（3級）を受章した。
1944年4月からルーマニア上空にアメリカ陸軍航空隊が現れると、カンタクジノは首都防衛が任務の第7戦闘航空群・第57戦闘飛行隊に配属された。4月25日にブカレスト上空でB-24Dを1機撃墜し、アメリカ機に対する初勝利を得た。4月末、モルダヴィアに移動し、ソ連軍のエアコブラやYak-7、Yak-9を撃墜した。6月から8月にかけてはソ連との間を往復するアメリカ機とも再び戦い、P-51、B-24、P-38などを撃墜してスコアを伸ばした。
カンタクジノはもう一人のエースアレクサンドル・シェルバネスク大尉と非公式にトップの座を争っていた。1943年から1944年にかけての冬、シェルバネスクが多数のスコアをあげたのに対し、カンタクジノは猩紅熱で入院していたためエースリストでは第2位に留まっていた。しかし、1944年8月18日にシェルバネスクが戦死したことで、カンタクジノはトップになる機会を得た。8月20日からソ連軍のヤッシー＝キシナウ攻勢が始まると、初日に1機撃墜、翌日に3機を撃墜した。
1944年8月23日に宮廷クーデターが発生すると、カンタクジノは、連合国と一刻も早く接触してルーマニアの和平条件を伝えるという外交任務を与えられた。8月27日、彼はアメリカ人捕虜の最高位ジェイムズ・ガン3世中佐をBf109G-6に同乗させて、イタリアのフォッジャに飛んだ。到着後、カンタクジノは乗機のBf109G-6を、一度乗りたいと考えていたP-51Bと交換し、操縦法を全く教わっていないにもかかわらず翌日ルーマニアへ帰還した。
カンタクジノの次の敵は枢軸軍となり、8月25日、26日にはブカレスト攻撃に来たドイツ空軍のHe111Hを4機撃墜して、ルーマニア空軍の勝利点ランキングで第1位となった。1944年10月、第9戦闘航空群の司令に任命された。その後数ヶ月間、ドイツ空軍は滅多に姿を現さなかったため、カンタクジノはスコアを伸ばす事ができなかった。
1945年2月25日、カンタクジノは第9戦闘航空群を率いて出撃し、スロバキアのズヴォレン付近で地上部隊を攻撃中のFw190編隊を発見した。カンタクジノはFw190Fを1機撃墜したが、僚機とともに戦果確認に気を取られているうちに、上空で待ち構えていたドイツのエースヘルムート・リップフェルト大尉のBf109Gのロッテに奇襲を受けた。僚機は撃墜され、被弾したカンタクジノ機は前線背後に胴体着陸した。Fw190Fの撃墜は証言者の戦死で不確実になったが、これがカンタクジノの最後の勝利となった。
カンタクジノは予備戦闘機パイロット中最年長（1945年で40歳）で、実戦に608回出撃し、空戦を210回経験した。彼のスコアは撃墜42、共同撃墜1、不確実撃墜11で、ルーマニアの戦果算定システムでは69勝利点となり、ルーマニア空軍全体でのトップ・エースである。枢軸軍機にも7勝利したため、ソ連・アメリカ・ドイツのすべてに対してエースとなった。1946年11月11日には、ミハイ勇敢公勲章を再び授与された。
戦後、復員したカンタクジノはTARS（旧LARES）の商業パイロットに復帰したが、ソ連影響下の共産主義政権がルーマニア人パイロット達を迫害したため亡命を決意。1948年1月13日、ミラノへの定期飛行の途中でフランスへ渡り、ついでスペインへ移住した。1958年5月26日、53歳で死去。マドリードに埋葬された。